# حرق مجلس السادة والعموم (لوحة)

نُسخَة متحف كليفلاند للفنون.

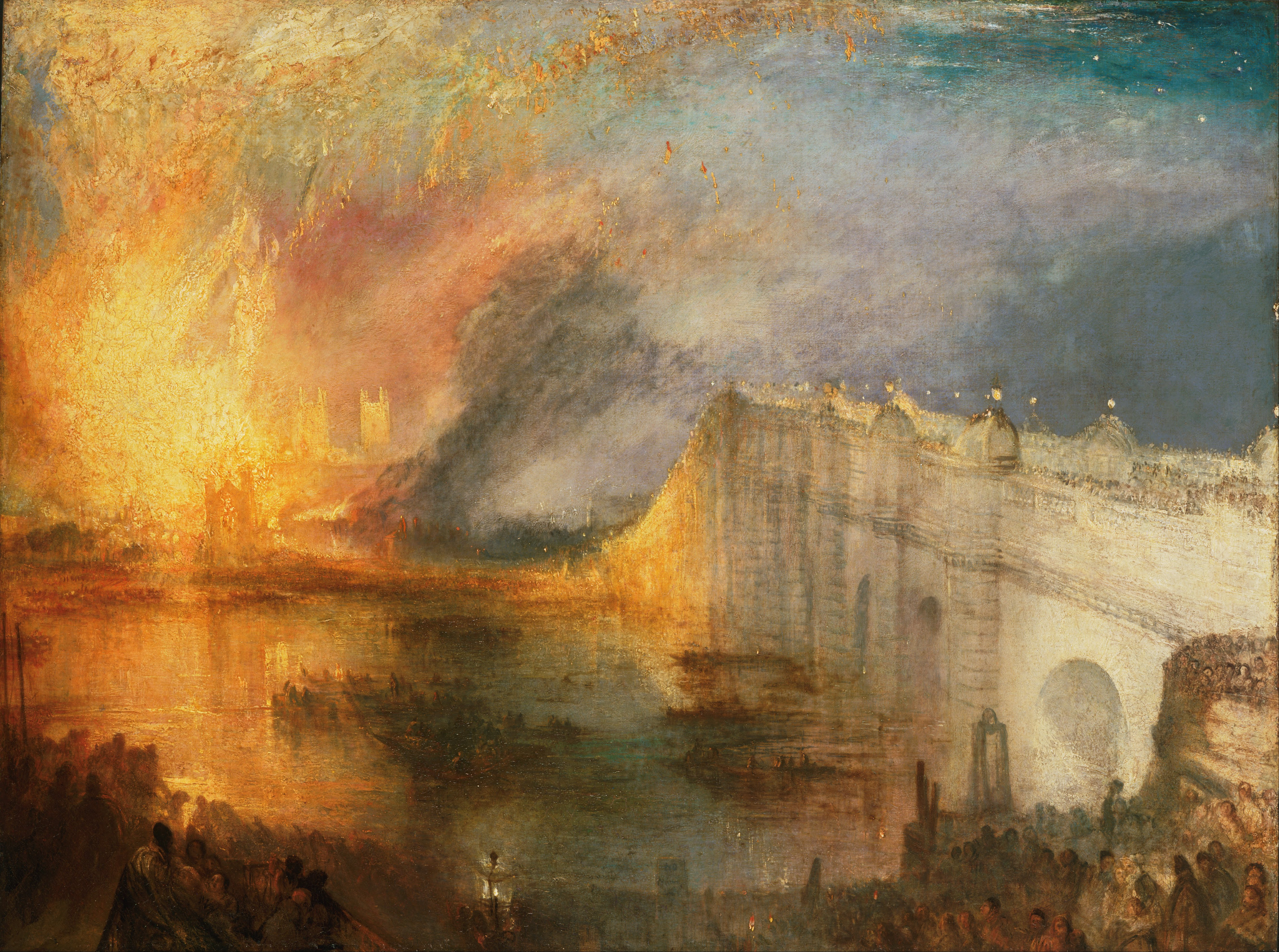
نُسخَة متحف فيلادلفيا للفنون.

حَرق مَجلس السادة والعُموم، هو عنوان لوحتين زيتيتين بريشة الفنان الإنجليزي ويليام تورنر ،  رُسمتا بين 1834-1835. تصور الحريق الذي اندلع في مجلسي البرلمان البريطاني مساء يوم 16 أكتوبر 1834.

## خلفية
جنبا إلى جنب مع الآلاف من المتفرجين الآخرين، شهد تيرنر بنفسه احتراق البرلمان من الضفة الجنوبية لنهر التايمز ، مقابل وستمنستر. قام بعمل رسومات للحَدث باستخدام كل من قلم الرصاص والألوان المائية في كتابين للرسم من وجهات نظر مختلفة، بما في ذلك من قارب مستأجر، على الرغم من أنه من غير الواضح ما إذا كانت الرسومات قد تم إجراؤها على الفور، في الهواء الطلق. ترك تيرنر دفاتر رسوماته إلى المعرض الوطني كجزء من (مجموعة تيرنر) ويحتفظ بها الآن معرض تيت. تمت إعادة تقييم بعض الرسومات التخطيطية الأخرى في كتيبات تورنر، والتي كان يُعتقد سابقًا أنها تُظهر أيضًا حرق البرلمان ، وقد تكون رسومات تخطيطية للحريق الذي دمر غراند ستور هاوس في برج لندن في 30 أكتوبر 1841.
تم رَسم اللوحات في أواخر عام 1834 أو أوائل عام 1835 وكلاهما بقياس 92.1 سم في 123.2 سم. أمضى تيرنر ساعات طويلة في إعادة صياغة كلتا اللوحتين في يوم الطلاء بالورنيش مباشرة قبل افتتاح المعرض للجمهور.

## الوصف
تُظهر اللوحة الأولى، التي عُرضت في المعهد البريطاني في فبراير 1835 ، مجلسي البرلمان من الجانب العلوي لجسر وستمنستر. المباني على الجانب الآخر من النهر مكللة بالنيران الذهبية. تلتهم النيران غرفة مجلس العموم في قاعة سانت ستيفن، وتضيء أبراج دير وستمنستر. تعكس النار اللون الأحمر الباهت في الماء، مع حشد من المتفرجين في المقدمة. على يمين اللوحة، يلوح جسر وستمنستر مثل جبل جليدي، أكبر من الحياة، لكن منظور جزء الجسر الأقرب إلى الضفة البعيدة مشوه بشدة حيث تضاء النيران. من المحتمل أن تكون أجزاء من اللوحة مستوحاة من رواية إحدى الصحف التي قرأها تورنر في صحيفة التايمز في اليوم التالي للحريق.  حصل متحف فيلادلفيا للفنون على اللوحة عام 1928 كجزء من مجموعة جون هوارد مكفادين.
عُرضت اللوحة الثانية في المعرض الصيفي للأكاديمية الملكية في وقت لاحق من عام 1835. وهي تُظهر مشهدًا مشابهًا من أسفل مجرى النهر، أقرب إلى جسر واترلو ، مع ألسنة اللهب والدخان المتطاير بشكل كبير فوق نهر التايمز بينما ينظر المتفرجون على ضفة النهر وفي القوارب. حصل متحف كليفلاند للفنون على هذه اللوحة عام 1942 كوصية من جون ل. سيفيرانس (ابن قطب النفط لويس سيفيرانس).
قد تكون ألوان هذه اللوحات وتكوينها قد أثرت في الهام تصوير تيرنر للوحته القادمة "سَحب المُقَاتِلَةُ تيَميراير إلى مثَوَاها الأَخير" عام 1839 ، والتي تصور أيضًا نِهاية جيل قديم.

## الرسام

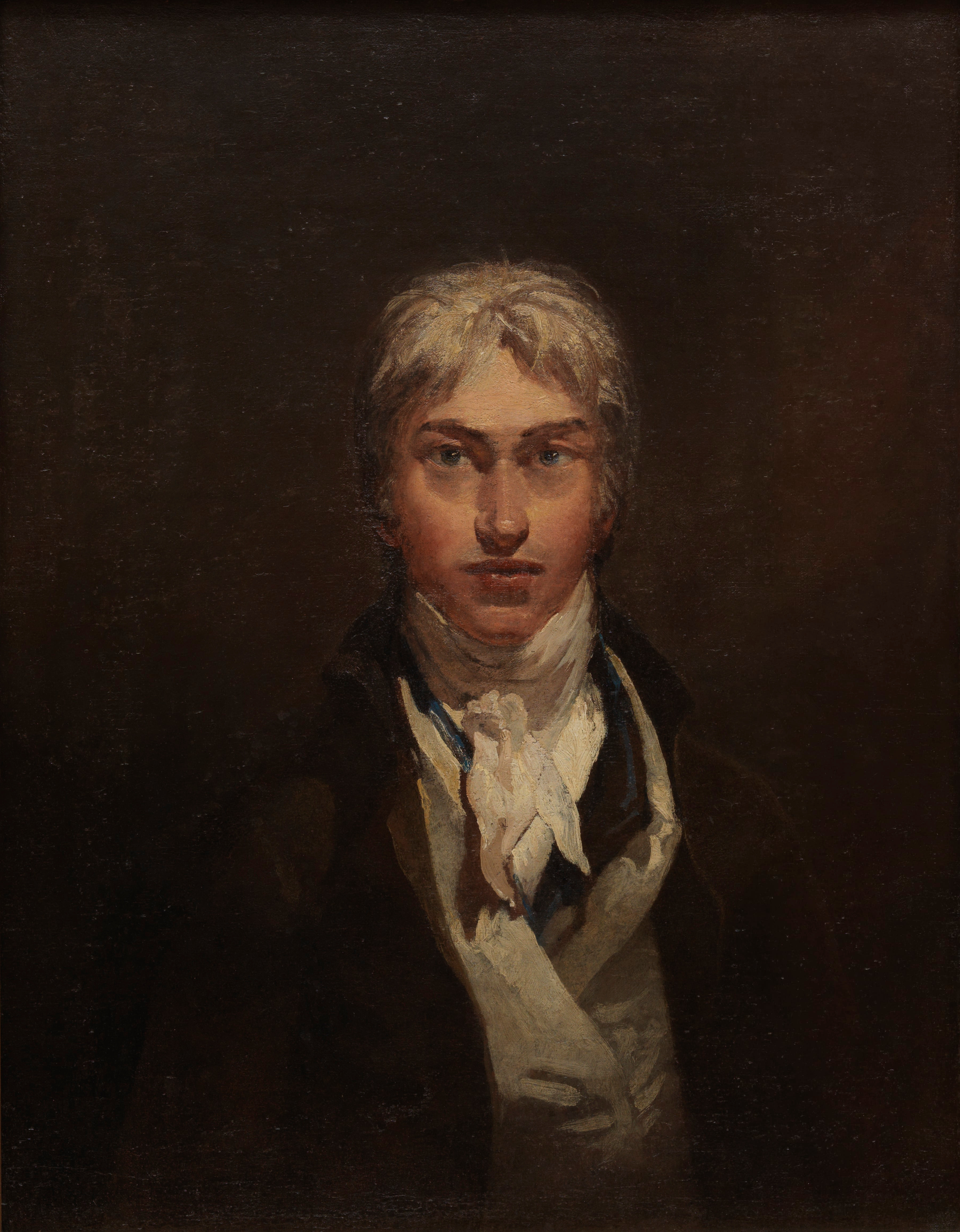
ويليام تيرنر

جوزيف مالورد ويليام تيرنر تم عمادته في 14 مايو 1775، توفي في 19 ديسمبر 1851،  هو فنان رومانسي إنكليزي اشتهر برسوماته حول الطبيعية ومائياته والطبعات الفنية. وكان تيرنر مثيرا للجدل في حياته إلا أنه الآن يعدّ الفنان الذي سما بالرسم الطبيعي إلى مستويات تناطح مكانة الرسم التاريخي. اشتهر برسوماته الزيتية كما يعدّ من كبار رسامي المائيات البريطانيين. واشتهر بلقب «رسام الضوء». تعدّ أعماله مقدمة رومانسية للفن الإنطباعي. كما وسمت بعض رسوماته بخانة الفنون التجريدية قبل بزوخها في بدايات القرن العشرين.

## المَراجع
1. ↑  Warrell، Ian (2007). J.M.W. Turner. London: Tate Publishing. ص. 183.
2. ↑  يعتقد أن تيرنر ولد بين أبريل ومايو من عام 1775، لكن تاريخ ميلاده الحقيقي غير معلوم. لقد اختار تيرنر 23 أبريل كتاريخ لميلاده بنفسه لأنه يصادف يوم القديس جورج ويوم ميلاد شكسبير. اليوم الوحيد المؤكد هو يوم عمادته في 23 أبريل، مما يجعل تحديد 23 أبريل كيوم ميلاده بعيد التصديق إذ أن كان من المعتاد عمادة الأطفال في ذلك الزمن مباشرة بعد الولادة.
3. ↑  ريتشارد لاكايو، The Sunshine Boy (فتى الشمس المشع) - TIME (مجلة تايم). عدد 11 أكتوبر 2007 نسخة محفوظة 24 أغسطس 2013 على موقع واي باك مشين.
4. ↑  Joseph Mallord William Turner(جوزيف مالورد ويليام تيرنر)، موقع ناشيونال غاليري. ولوج ديسمبر 2007. [وصلة مكسورة] نسخة محفوظة 25 مايو 2010 على موقع واي باك مشين.

- نُسخَة متحف فيلادلفيا للفنون.
  - The Burning of the Houses of Lords and Commons, October 16, 1834, Philadelphia Museum of Art
  - The Burning of the House of Lords and Commons, 16th October 1834, Tate Gallery
- نُسخَة متحف كليفلاند للفنون.
  - The Burning of the Houses of Lords and Commons, 16 October 1834, Cleveland Museum of Art
  - The Burning of the Houses of Lords and Commons, October 16, 1834, Tate Gallery
- Turner As Draughtsman, Andrew Wilton, p. 2–4 and p. 145, notes 11 and 14
- J.M.W. Turner, 1775–1851: The World of Light and Colour, Michael Bockemühl, p. 43–46
- The life of J.M.W. Turner, George Walter Thornbury, p. 166, 217
- Art in an Age of Counterrevolution, 1815–1848, Albert Boime, p. 572
- The imagination set ablaze: Tate Britain rehang In Focus III, Tate Etc. issue 28: Summer 2013, 20 August 2013